# Eeli Tolvanen
Eeli Tolvanen (* 22. dubna 1999 Vihti) je profesionální finský hokejový útočník momentálně hrající v týmu Seattle Kraken v severoamerické lize NHL. V roce 2017 byl klubem Nashville Predators draftován v 1. kole jako 30. celkově.

## Statistiky

### Klubové statistiky
| Sezóna      | Klub                  | Soutěž      |     | Základní část | Základní část | Základní část | Základní část | Základní část |   | Play off | Play off | Play off | Play off | Play off |
| Sezóna      | Klub                  | Soutěž      | Z   | G             | A             | B             | TM            | Z             | G | A        | B        | TM       |          |          |
| 2015–16     | Sioux City Musketeers | USHL        | 49  | 17            | 21            | 38            | 12            | —             | — | —        | —        | —        |          |          |
| 2016–17     | Sioux City Musketeers | USHL        | 52  | 30            | 24            | 54            | 26            | 13            | 5 | 5        | 10       | 6        |          |          |
| 2017–18     | Jokerit               | KHL         | 49  | 19            | 17            | 36            | 28            | 11            | 6 | 1        | 7        | 8        |          |          |
| 2017–18     | Nashville Predators   | NHL         | 3   | 0             | 0             | 0             | 0             | —             | — | —        | —        | —        |          |          |
| 2018–19     | Milwaukee Admirals    | AHL         | 58  | 15            | 20            | 35            | 24            | 5             | 0 | 0        | 0        | 2        |          |          |
| 2018–19     | Nashville Predators   | NHL         | 4   | 1             | 1             | 2             | 0             | —             | — | —        | —        | —        |          |          |
| 2019–20     | Milwaukee Admirals    | AHL         | 63  | 21            | 15            | 36            | 18            | —             | — | —        | —        | —        |          |          |
| 2020–21     | Jokerit               | KHL         | 25  | 5             | 8             | 13            | 10            | —             | — | —        | —        | —        |          |          |
| 2020–21     | Nashville Predators   | NHL         | 40  | 11            | 11            | 22            | 4             | 4             | 0 | 0        | 0        | 0        |          |          |
| 2021–22     | Nashville Predators   | NHL         | 75  | 11            | 12            | 23            | 16            | 3             | 1 | 0        | 1        | 2        |          |          |
| 2022–23     | Nashville Predators   | NHL         | 13  | 2             | 2             | 4             | 4             | —             | — | —        | —        | —        |          |          |
| 2022–23     | Seattle Kraken        | NHL         | 48  | 16            | 11            | 27            | 10            | 14            | 3 | 5        | 8        | 6        |          |          |
| 2023–24     | Seattle Kraken        | NHL         | 81  | 16            | 25            | 41            | 24            | —             | — | —        | —        | —        |          |          |
| 2024–25     | Seattle Kraken        | NHL         | 81  | 23            | 12            | 35            | 23            | —             | — | —        | —        | —        |          |          |
| KHL celkově | KHL celkově           | KHL celkově | 74  | 24            | 25            | 49            | 38            | 11            | 6 | 1        | 7        | 8        |          |          |
| NHL celkově | NHL celkově           | NHL celkově | 345 | 80            | 74            | 154           | 81            | 21            | 4 | 5        | 9        | 8        |          |          |

### Reprezentační statistiky
| Rok                            | Tým                            | Soutěž                         | Z  | G  | A  | B  | TM |
| ------------------------------ | ------------------------------ | ------------------------------ | -- | -- | -- | -- | -- |
| 2015                           | Finsko 18                      | HGC                            | 5  | 1  | 1  | 2  | 0  |
| 2015                           | Finsko                         | U17                            | 5  | 9  | 1  | 10 | 0  |
| 2016                           | Finsko 18                      | MS-18                          | 7  | 7  | 2  | 9  | 0  |
| 2017                           | Finsko 20                      | MSJ                            | 6  | 2  | 4  | 6  | 2  |
| 2018                           | Finsko 20                      | MSJ                            | 5  | 1  | 5  | 6  | 4  |
| 2018                           | Finsko                         | ZOH                            | 5  | 3  | 6  | 9  | 4  |
| 2018                           | Finsko                         | MS                             | 4  | 2  | 2  | 4  | 2  |
| 2019                           | Finsko 20                      | MSJ                            | 7  | 0  | 4  | 4  | 2  |
| 2025                           | Finsko                         | MS                             | 8  | 7  | 2  | 9  | 2  |
| Juniorská reprezentace celkově | Juniorská reprezentace celkově | Juniorská reprezentace celkově | 35 | 20 | 17 | 37 | 8  |
| Seniorská reprezentace celkově | Seniorská reprezentace celkově | Seniorská reprezentace celkově | 17 | 12 | 10 | 22 | 8  |